# Енді Бьорд
Ендрю Пітер Бьорд (англ. Andrew Peter Bird) — британський кінопродюсер та виконавчий директор. Голова Walt Disney International. Командор Ордена Британської імперії.

## Ранні роки життя
Енді Бьорд виріс у Воррінгтоні, Англія. Навчався у королівській школі Макклесфілду. У 1985 році Бьорд здобув ступінь бакалавра мистецтв з англійської мови та літератури Ньюкаслського університету.

## Кар'єра
Бьорд розпочав кар'єру в радіомовленні як один з помічників Тіммі Маллеттза на Manchester's Piccadilly Radio. Пізніше почав продюсувати ранкове радіошоу. Після переїзду у Лондон почав працювати в компанії Virgin Broadcasting, що входила до холдінга Річарда Бренсона Virgin Group. На той час Virgin Broadcasting виробляла продукцію для музичного телевізійного каналу Music Box та супутникові радіостанції "Radio Radio". Наступним місцем роботи Енді Бьорда став телеканал The Power Station channel, що належав British Satellite Broadcasting's.
У 1990 році Бьорд разом з англійським ведучим та продюсером Крісом Евансом створили компанію "Big and Good", що випускала програми для телекомпанії TVam.
У 1994 році Енді Бьорд приєднався до медіакомпанії "TimeWarner" як старший віце-президент і генеральний менеджер Turner Entertainment Networks Limited. 
У 2000 році став президентом TBS International і почав відповідати за мовлення компанії за межами США.

## Кар'єра у Walt Disney
У 2004 році, Енді Бьорд приєднався до компанії "Уолт Дісней", де спочатку курирував поглинання Hungama TV в Індії та інвестиції в індійську телекомпанію UTV. Він також локалізував контент та реорганізував міжнародну структуру і керівну вертикаль The Walt Disney Company.
У 2012 році отримав титул командора Ордена Британської імперії.